# Mariam Mint Ahmed Aicha

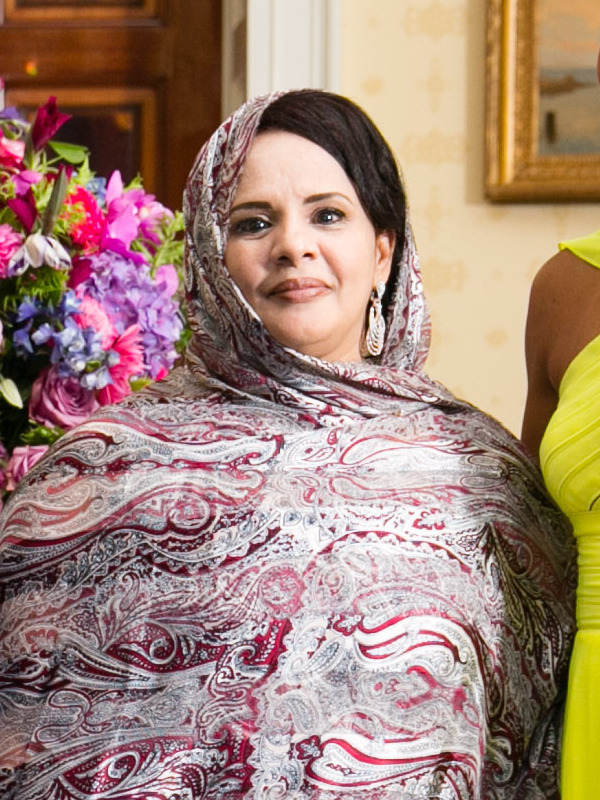
Mariam Mint Ahmed (2014)

Mariam Mint Ahmed Aicha é uma política mauritana. O seu nome às vezes é dado como Mariam Mint Ahmed Aiche ou Mariam bint Ahmed Aiche. De 1992 a 1994, ela atuou como Ministra dos Assuntos da Mulher; de 1994 a 1995 foi Secretária dos Assuntos da Mulher.